# Selenografie

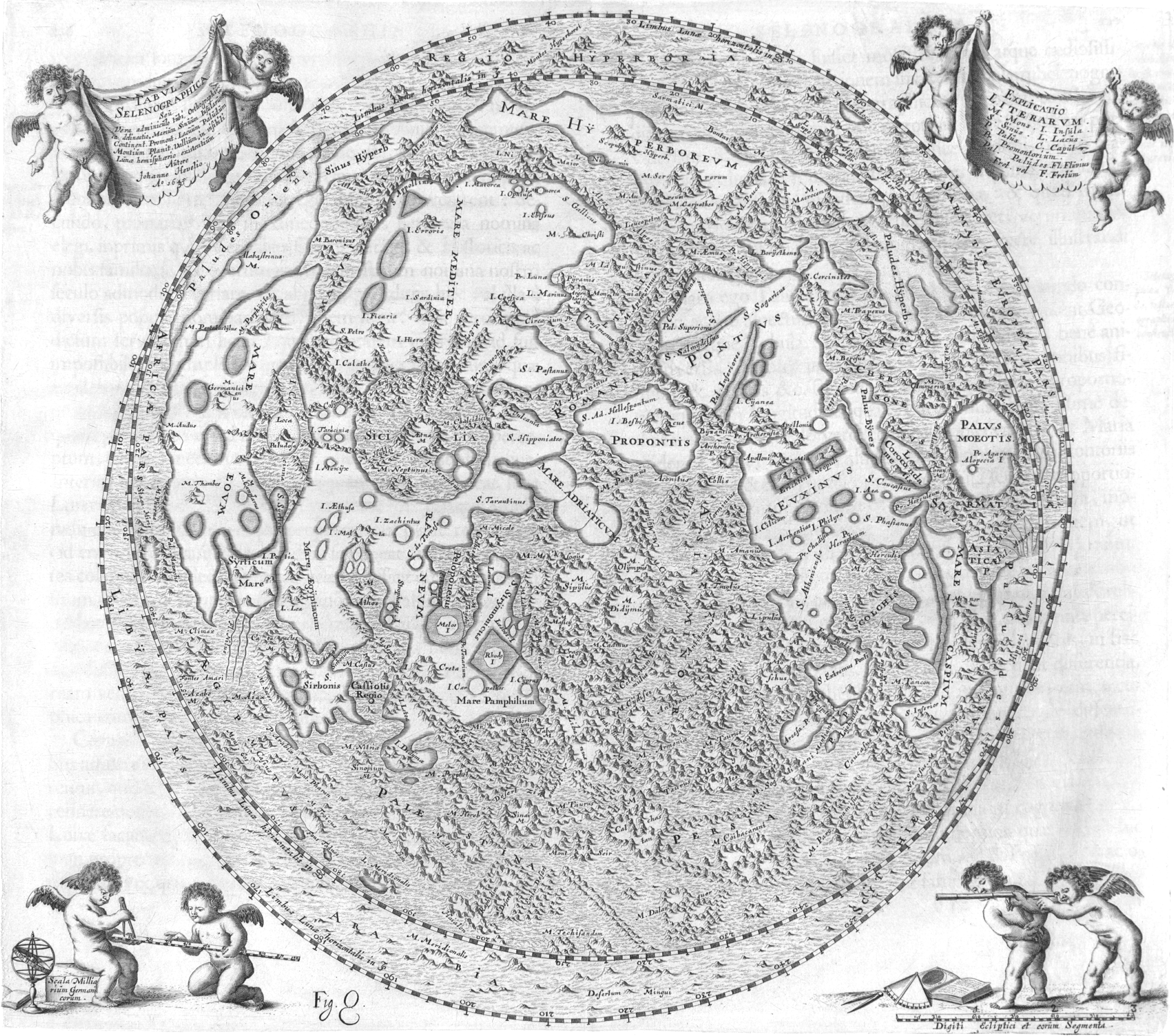
Mapa Měsíce z díla Selenographia (1647), lunárního atlasu, jehož autorem je Johannes Hevelius.

Selenografie nebo selénografie (řecky Σελήνη [Seléné] = Měsíc, γράφειν [grafein] = psáti) je vědní obor zabývající se mapováním Měsíce. Jedná se o obdobu geografie. Jedním ze základních úkolů selenografie je popis a zobrazení jeho povrchu (určení přesné polohy měsíčních útvarů, relativní výšky hor nad okolím, hloubky kráterů aj.), dále má na starosti také např. měsíční nomenklaturu (soustava názvů lunárních objektů), volbu kartografického zobrazení (často se užívá Lambertova projekce a Mercatorovo zobrazení) atd.

## Souřadnice
K určování polohy na Měsíci slouží selenografické souřadnice. Základní kružnicí v této soustavě je měsíční rovník, který leží v rovině kolmé na osu rotace. Rotační osa protíná povrch Měsíce na severním (S, anglicky bývá sever značen jako N - North) a jižním pólu (J, anglicky je jih S - South). Od roku 1961 se dle rozhodnutí Mezinárodní astronomické unie (IAU) určuje východ v astronomickém smyslu, čili jako pro pozorovatele na měsíčním povrchu, který vidí vycházet Slunce na východě a zapadat na západě. Do tohoto data se používala tzv. astronomická orientace, kde se měsíční východ a západ shodoval s polohou těchto světových stran na nebeské sféře. Pozorovatel na Zemi tedy v současné době vidí měsíční východ napravo a měsíční západ nalevo měsíčního disku. Kružnice rovnoběžné s rovníkem jsou měsíční rovnoběžky, které mají stejnou selenografickou šířku. Oběma měsíčními póly procházejí poledníky, které jsou kolmé na rovník. Kružnice každého poledníku spojuje body se stejnou selenografickou délkou (resp. polokružnice na každé polokouli). Jako základní (neboli nultý) poledník byl zvolen poledník, jenž při pohledu ze Země prochází přesně středem přivrácené polokoule v momentě, kdy jsou librace v délce i šířce nulové.
Bližší informace poskytuje článek selenografické souřadnice.

## Mapování Měsíce

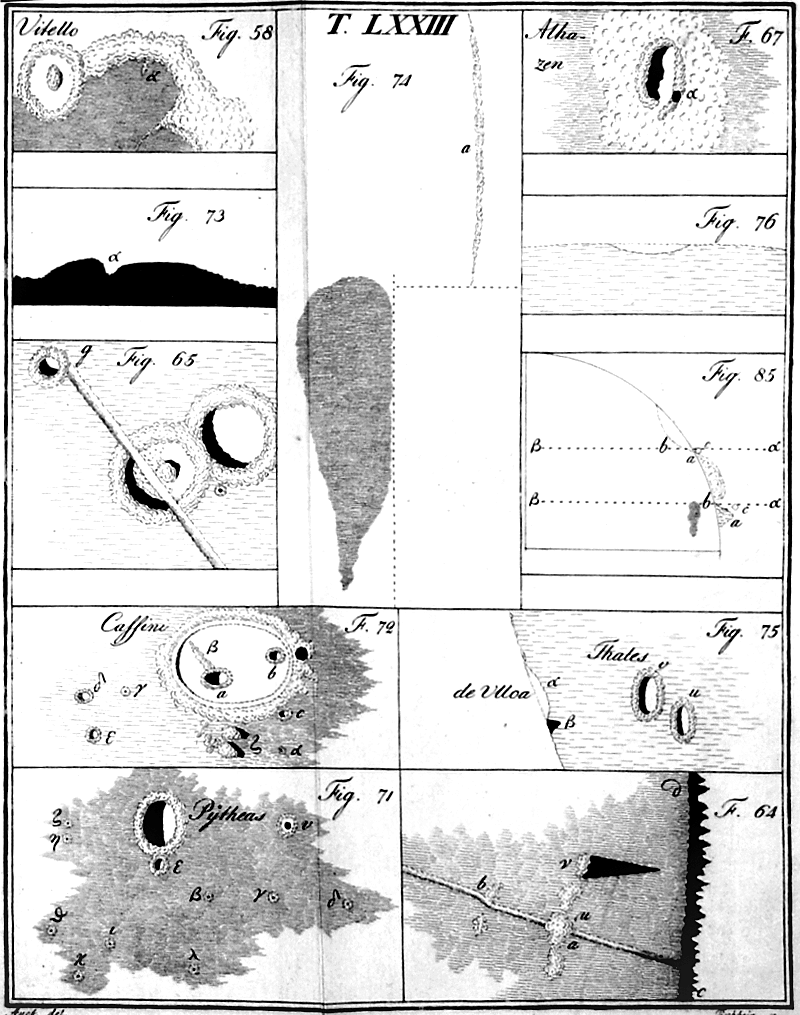
Ukázka z díla Selenotopographische Fragmente od J. H. Schrötera.

Pro mapování Měsíce a zobrazení jeho kulového povrchu do dvourozměrné mapy se užívají kartografické postupy. Dříve se často využívala tzv. ortografická projekce, která jej vykreslovala tak, jak je vidět na nebeské sféře při nulových libracích. Pro vědecké účely jsou vhodnější tzv. konformní mapy, které zobrazují podobu povrchu s minimálním zkreslením. Povrch může být na mapě znázorněn schematicky (zjednodušeně) nebo detailně. Osvědčila se technika stínované kresby reliéfu vyvinutá v 60. letech 20. století v USA - tzv. Lunar Astronautical Chart (LAC) v měřítku 1:1 000 000.
Pro doplnění údajů na mapě je třeba znát i relativní výšky zvolených bodů. Pokud je známá délka stínu a odpovídající výška Slunce nad obzorem, lze spočítat výšku vrcholu. Tato metoda je poměrně spolehlivá a užívá se již od 18. století.

## Nomenklatura
Důležitou roli má názvosloví neboli nomenklatura. S ní začali autoři prvních měsíčních map v polovině 17. století. Zakladatelem dodnes užívaného systému je italský astronom a teolog Giovanni Battista Riccioli, který v roce 1651 vydal mapu Měsíce - Almagestum Novum, který se inspiroval mapami gdaňského astronoma Johannese Hevelia a nizozemského astronoma a kartografa Michaela van Langrena. Tento systém pak významně rozšířili němečtí selenografové Johann Hieronymus Schröter ve své mapě Selenotopographische Fragmente a Johann Heinrich von Mädler s Wilhelmem Beerem, kteří vydali společně dílo Mappa Selenographica (1837). Další selenografové pak názvy různě upravovali. V roce 1935 vyšlo na popud Mezinárodní astronomické unie dílo Named Lunar Formations dvojice Mary Adela Blaggová (anglická astronomka) a Karl Müller (český amatérský astronom), které mělo odstranit všelijaké nepřesnosti v nomenklatuře. Od této doby je Mezinárodní astronomická unie (IAU) jedinou autoritou odpovědnou za rozšiřování měsíčního názvosloví. S rozvojem kosmonautiky přibývaly názvy i na odvrácené straně Měsíce. V roce 1970 bylo na XIV. kongresu IAU v Brightonu schváleno pojmenování 12 kráterů po žijících osobách, šlo o 6 amerických astronautů a 6 sovětských kosmonautů. Jde o výjimku, neboť jinak jsou útvary na povrchu Měsíce naprostou většinou pojmenovávány po významných zesnulých vědcích a objevitelích. V roce 1973 byly některé malé krátery pojmenovány mužskými i ženskými křestními jmény. Vycházelo se z požadavků detailního mapování Měsíce Lunar Topographic Orthophotomaps (zkratkou LTO, měřítko 1:250 000). Nemálo satelitních kráterů (tedy těch, které ležely poblíž hlavního již pojmenovaného kráteru a byly označeny jeho jménem a velkým písmenem abecedy) dostalo svůj vlastní název (např. Ammonius místo Ptolemaeus A). Do roku 1988 mělo svůj název jen na přivrácené straně Měsíce celkem 6 231 kráterů (z nich mělo 801 kráterů vlastní název a 5 430 odvozený název s písmenem podle hlavního kráteru).
Měsíční nomenklatura se neustále vyvíjí a v současnosti představuje jedinečnou sbírku jmen těch, kteří se přičinili o poznávání ať už Země, Měsíce, vesmíru či jinak přispěli do pokladnice lidského vědění.

## Významní selenografové
- Karel Anděl - český astronom
- Wilhelm Beer - německý selenograf

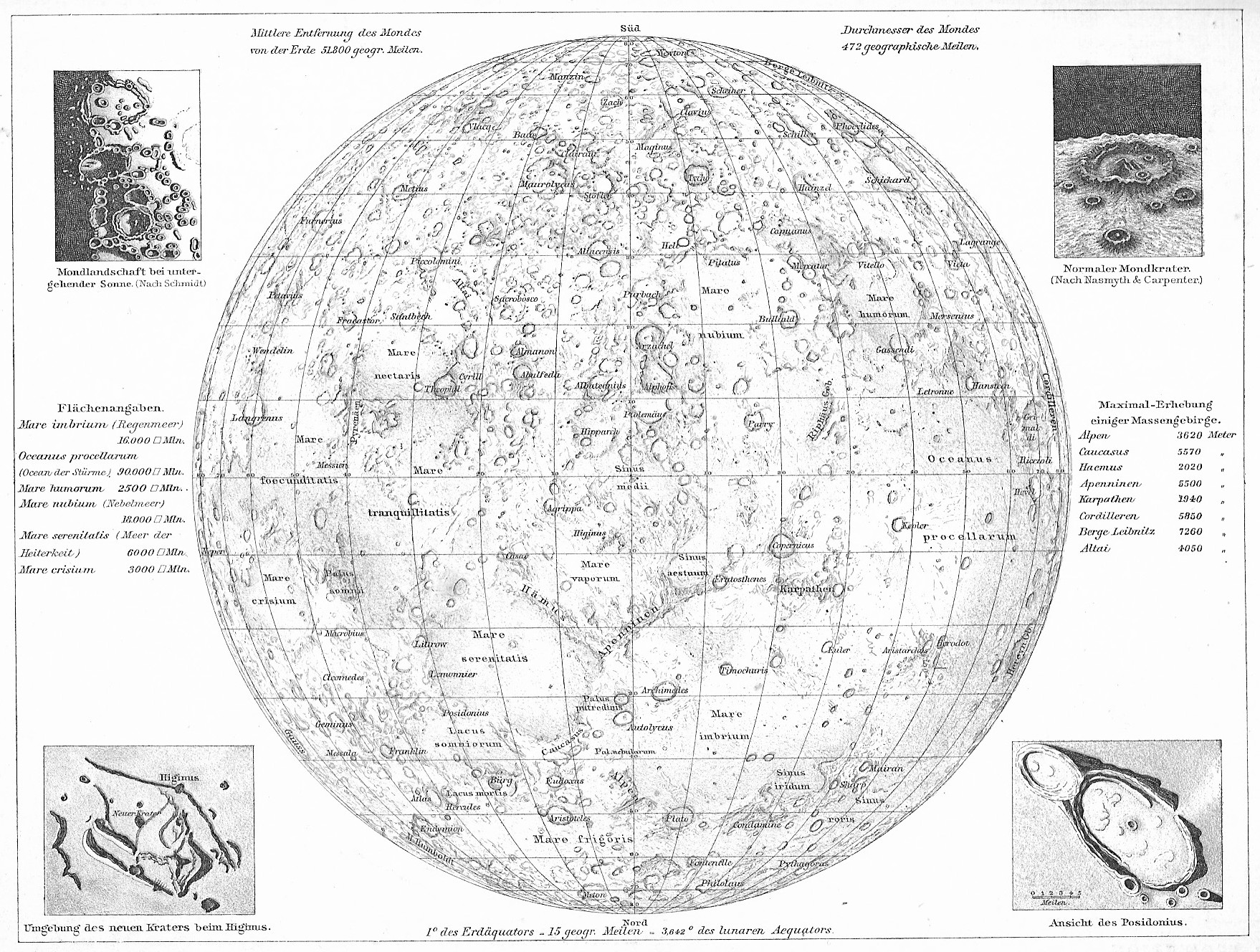
Mapa Měsíce z díla Andrees Allgemeiner Handatlas (1881) od Richarda Andree.

- William Radcliffe Birt - anglický astronom a selenograf
- Mary Adela Blaggová - anglická astronomka
- Gabriel Delmotte - francouzský astronom a selenograf
- Philipp Fauth
- Julius Heinrich Franz - německý selenograf
- Casimir Marie Gaudibert - francouzský selenograf
- Walter Goodacre - anglický podnikatel a selenograf
- Johannes Hevelius
- Hermann Joseph Klein - německý selenograf a astronom
- Rudolf König - rakouský selenograf
- Johann Nepomuk Krieger - německý selenograf
- Félix Chemla Lamèch - francouzský astronom a selenograf[3]
- Michael van Langren - nizozemský astronom
- John Lee - anglický astronom a selenograf
- Wilhelm Gotthelf Lohrmann - německý selenograf
- Johann Heinrich von Mädler - německý selenograf
- Thomas Logie MacDonald - skotský astronom a selenograf
- Tobias Mayer - německý selenograf
- Karl Müller - československý amatérský astronom
- Wilhelm Prinz - německý selenograf
- Giovanni Battista Riccioli - italský kněz a astronom, jeho měsíční nomenklatura z roku 1651 se stala základem té dnešní.
- Antonín Rükl - český selenograf
- Johann Friedrich Julius Schmidt - německý selenograf
- Johann Hieronymus Schröter - německý selenograf
- Gerolamo Sersale - italský selenograf

## Odkazy

Mapa Měsíce z roku 1910 od anglického selenografa Waltera Goodacra.